# ФК Васлуй
ФК „Васлуй“ (на румънски: Fotbal Club Vaslui) е румънски професионален футболен отбор от град Васлуй. Отборът е създаден през 2002 г., а основните клубни цветове са жълт и зелен. Играе домакинските си мачове на общинския стадион в града, който разполага с капацитет от 9240 седящи места.

## Срещи с български отбори
„Васлуй“ се е срещал с български отбори в приятелски срещи.

### „Лудогорец“
С „Лудогорец“ се е срещал един път в приятелски мач на 14 юли 2011 г. в Австрия като срещата завършва 1 – 1 за .

## Успехи

### Национални
- Лига I
  - Вицешампион (1): 2012

### Международни
- Купа Интертото
  - Носител (1): 2008

## Европейска статистика
| Сезон   | Турнир                   | Кръг      | Отбор             | Домакинство | Гостуване |  |
| ------- | ------------------------ | --------- | ----------------- | ----------- | --------- |  |
| 2008/09 | Купа Интертото           | Трети     | Нефтчи Баку       | 2 – 0       | 1 – 2     |  |
| 2008/09 | Купа на УЕФА             | Втори кв. | Металург (Лиепая) | 3 – 1       | 2 – 0     |  |
| 2008/09 | Купа на УЕФА             | Първи     | Славия Прага      | 1 – 1       | 0 – 0     |  |
| 2009/10 | УЕФА Лига Европа 2009/10 | 3-ти кв.  | Омония (Никозия)  | 2 – 0       | 1 – 1     |  |
| 2009/10 | УЕФА Лига Европа 2009/10 | Плейоф    | АЕК Атина         | 2 – 1       | 0 – 3     |  |
| 2010/11 | УЕФА Лига Европа         | Плейоф    | Лил               | 0 – 0       | 0 – 2     |  |
| 2011/12 | УЕФА Шампионска лига     | 3-ти кв.  | Твенте            | 0 – 0       | 0 – 2     |  |
| 2011/12 | УЕФА Лига Европа         | Плейоф    | Спарта (Прага)    | 2 – 0       | 0 – 1     |  |
| 2011/12 | УЕФА Лига Европа         | Група D   | Спортинг Лисабон  | 1 – 0       | 0 – 2     |  |
| 2011/12 | УЕФА Лига Европа         | Група D   | Лацио             | 0 – 0       | 2 – 2     |  |
| 2011/12 | УЕФА Лига Европа         | Група D   | Цюрих             | 2 – 2       | 0 – 2     |  |
| 2012/13 | УЕФА Шампионска лига     | 3-ти кв.  |                   |             |           |  |

## Български футболисти
- Росен Кирилов: 2008 (1 мача - 0 гола)
- Станислав Генчев: 2008/11 (82 мача - 5 гола)
- Живко Миланов: 2010/13 (104 мача - 1 гол)